# Ruy Barbosa
Ruy Barbosa este un oraș în statul Bahia (BA) din Brazilia.